# 公共政策修士（専門職）
公共政策修士（専門職）（こうきょうせいさくしゅうし せんもんしょく）は、公共政策の分野の学位のこと。専門職学位の一つ。MPP(Master of Public Policy)とも呼ぶ。公共政策の専門職大学院、公共政策大学院の修了者に授与する代表的な学位名称を指す。但し、日本の場合には実際には大学(大学院)ごとに採用する学位呼称に若干の差異があるので、留意を要する。なお、きわめて分野の近い学位に早稲田大学大学院政治学研究科公共経営専攻において授与する公共経営修士（専門職）があるが、MPPとは別個のMPM:Master of Public Managementという英訳があてられており、公共経営という理念に立った教育体系の下で研究指導をしていることから、当該学位とは別個の概念のものとして扱う。

## 授与大学(類似の学位呼称を含む)

### 公共政策修士（専門職）
- 京都大学大学院公共政策教育部公共政策専攻
- 明治大学専門職大学院ガバナンス研究科ガバナンス専攻

### 公共政策学修士（専門職）
- 東京大学大学院公共政策学教育部公共政策学専攻
- 北海道大学大学院公共政策学教育部公共政策学専攻

### 公共法政策修士（専門職）
- 東北大学大学院法学研究科公共法政策専攻